# 609
609 (DCIX) je bilo navadno leto, ki se je po julijanskem koledarju začelo na sredo.

## Dogodki
- 1. januar

## Smrti
Neznan datum
- Jami kagan, prvi kagan Vzhodnega turškega kaganata (* ni znano)